# ケロリン

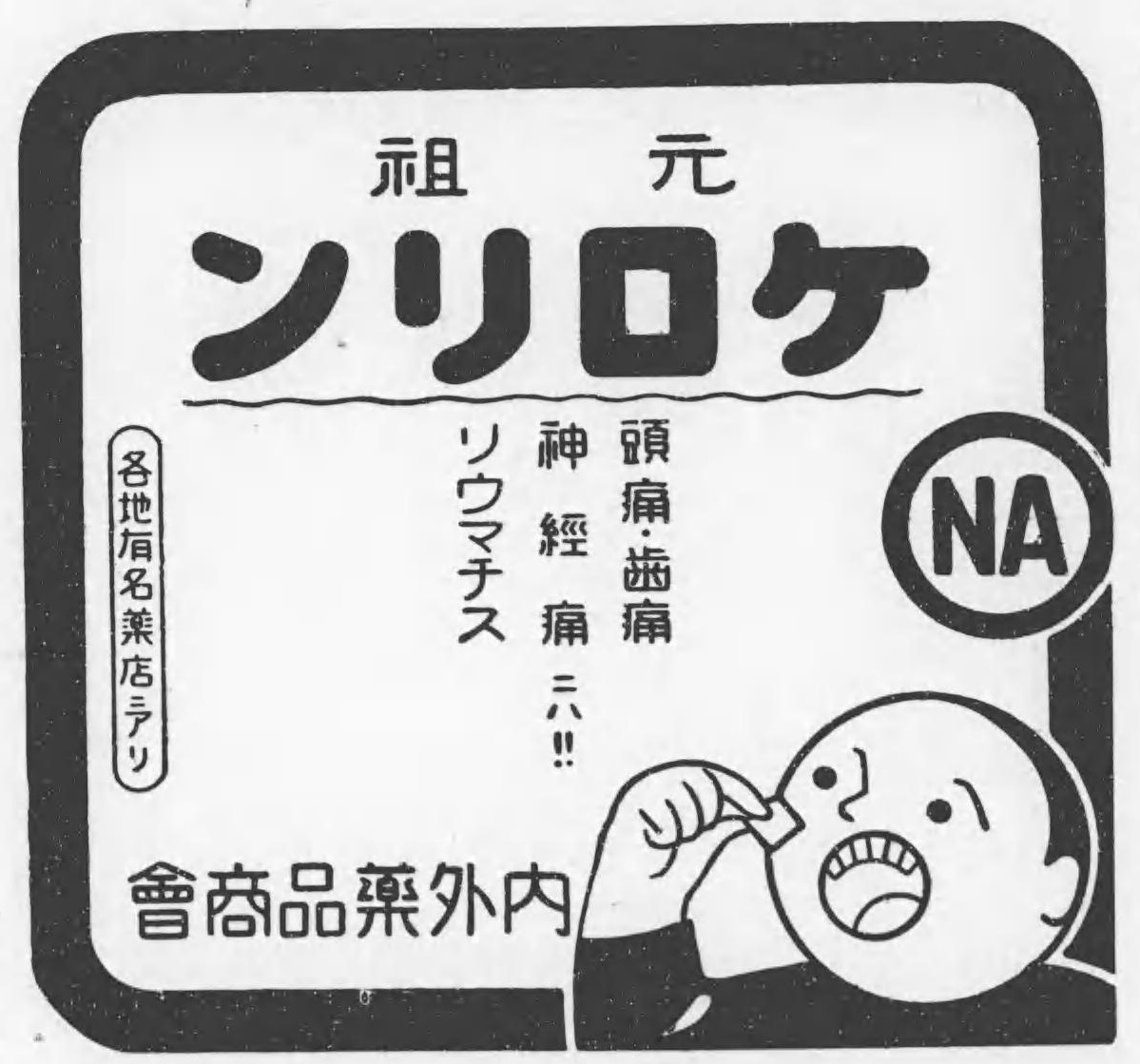
『日満産業大博覧会記念 富山県名鑑』、1936年（昭和11年）5月、北陸日日新聞社

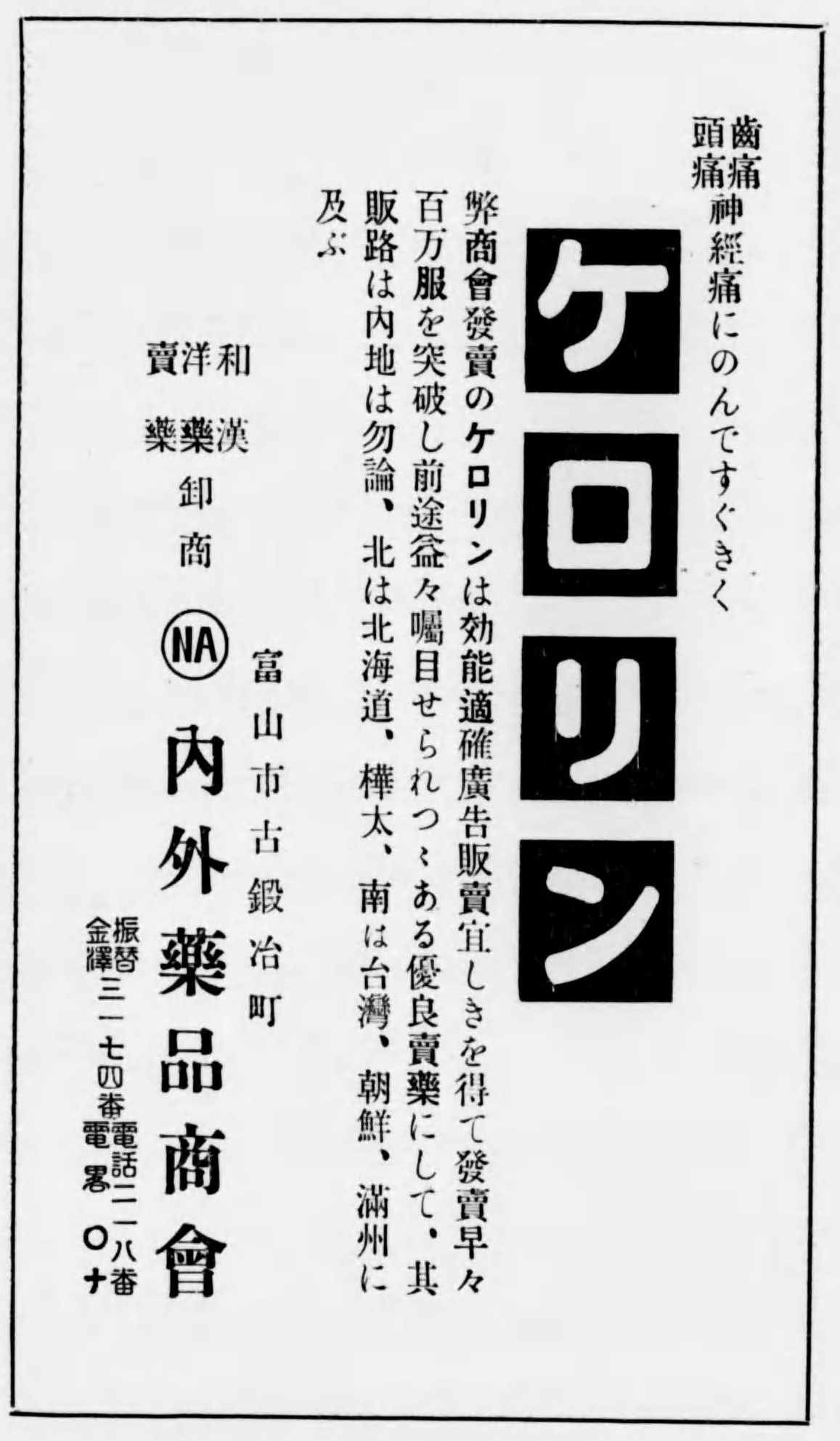
帝国興信所富山支所編、『富山県名鑑』、1928年（昭和3年）12月、帝国興信所富山支所

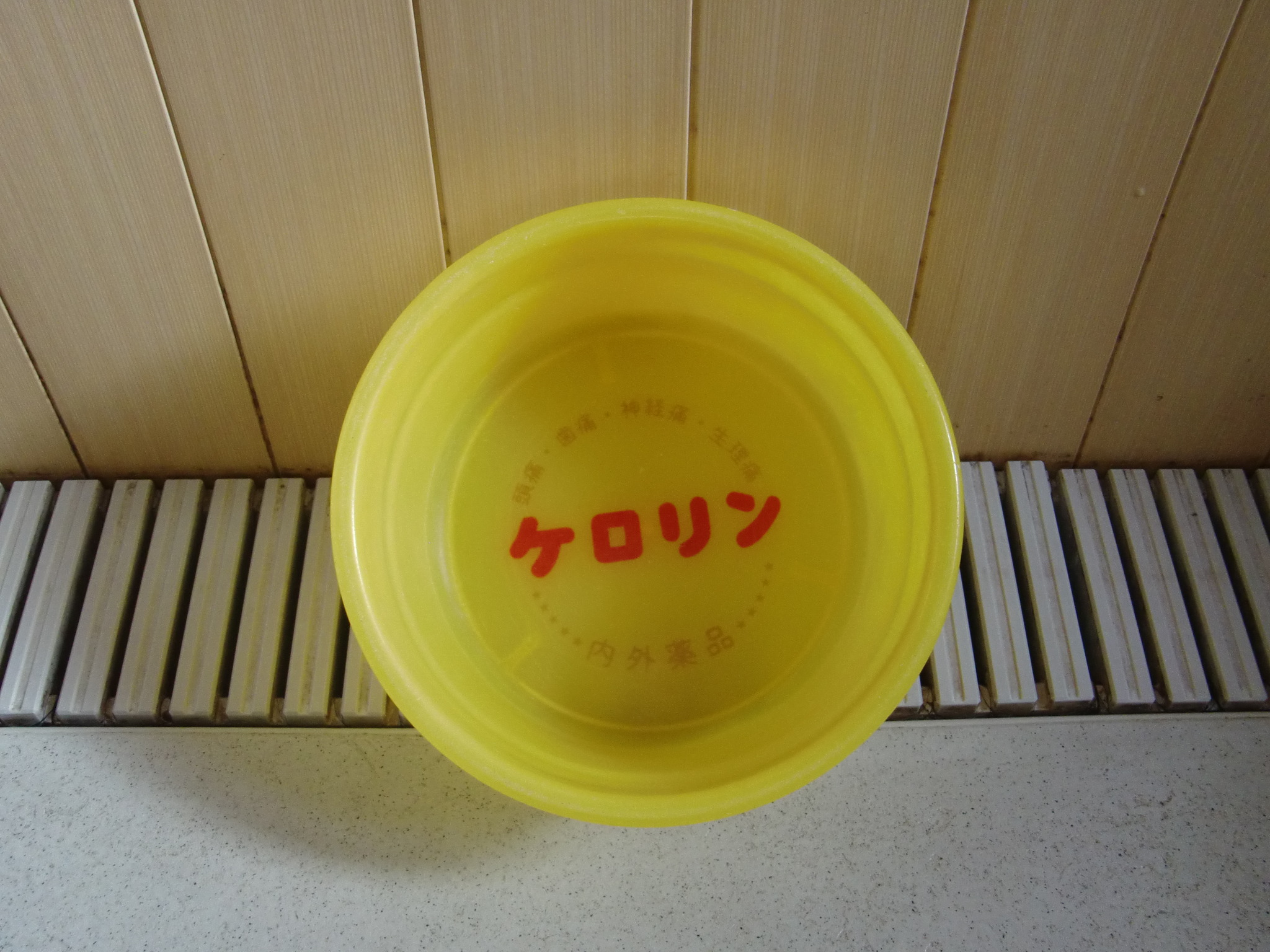
全国の銭湯や浴場で使われているケロリン桶、直径225mmの関東仕様

ケロリンは、富山めぐみ製薬が製造販売する頭痛薬（鎮痛剤）。日本では「バファリン」と並んでよく知られたアスピリン製剤である。

## 解説
アスピリンの鎮痛作用は強力ではあるがそれゆえに副作用も強く、胃潰瘍のリスクがある。そこで、胃粘膜を保護するために和漢生薬（ケイヒ末）を配合している。

## メーカー
元々は内外薬品株式会社が製造販売を行ってきたが、2018年（平成30年）4月に廣貫堂・大協薬品工業との共同出資により設立された富山めぐみ製薬へ事業移管された。

## 広告展開

### 物品広告
ケロリン桶
ケロリンの名前を記した湯桶が銭湯などで広く使用されている。漫画『テルマエ・ロマエ』では、日本の銭湯を象徴する小道具としてこの桶が利用されており、一種のプロダクトプレイスメントとなっている。

タオル
Bリーグの富山グラウジーズは、ベンチで選手がケロリンのロゴ入りタオルを使用している。これは内外製薬が同クラブとオフィシャルパートナー契約を結んでいることの一環である。

### メディア広告
メディアCMは、AM放送で昼間時間帯に流れるCMがメインである。かつてはNRN系列『クラウンレコード・ラッキープレゼント』のカウキャッチャーとして流れていた。
昭和30年代に作られたCMソングのサビの部分を多少のアレンジを経て使用を続けている。このCMソングのオリジナル版は、作詞をサトウハチロー、作曲を服部良一、歌を楠トシエがそれぞれ担当している。なお、オリジナル音は楠のアルバム『元祖コマソンの女王 楠トシエ大全』に状態が悪いながらも収められており、聴くことができる。そのCMソングは2008年（平成20年）にリメイクされ、10月からはテレビ朝日の『徹子の部屋』での提供を通じてテレビCMも放映されている。そのCMはハイビジョン制作で、CMソングは歌詞の1番がすべて流れている。